# Thanatus meronensis
Thanatus meronensis är en spindelart som beskrevs av Levy 1977. Thanatus meronensis ingår i släktet Thanatus och familjen snabblöparspindlar.
Artens utbredningsområde är Israel. Inga underarter finns listade i Catalogue of Life.